# Mégallô

Mégallô est une émission de télévision de jeux et d'humour, créée pour les enfants de 9 à 12 ans et diffusée de 2001 à 2013 sur la chaîne TFO. 
Elle a été diffusée de 1997 à 2001 sous le nom de Méga TFO avant de prendre le nom de Mégallô, avec un nouveau format et des nouveaux animateurs. L'émission donnait la chance aux jeunes d'appeler pour participer aux jeux en direct avec les animateurs. De 2010 à 2013, les jeunes pouvaient également se connecter sur le site megallo.tv pour jouer et gagner des prix. 